# 고존장
고존장(告尊長)은 조선 시대 당시 자손(子孫)·처첩(妻妾)·노비(奴婢)가 부모나 가장(家長) 또는 주인을 고발하면 처벌받는 것을 뜻한다. 지금과는 달리 조선 시대에는 존장(尊長)에 대한 고소 그 자체만으로도 명분과 의리에 범하는 것으로 취급되어 처벌의 대상이 되었다. 예를 들어 조선의 경국대전에서는 자손,처첩,노비가 부모,가장,주인을 고발하면 모반과 반역을 제외하고는 모두 사형에 처한다. 이는 대명률보다 형량을 강화한 것이다(원래는 무고일 때만 사형이였다).

## 추가 문헌
- http://db.history.go.kr/law/item/level.do;jsessionid=AE2BAA6E485226BDFF389C1CDCE8338B?levelId=bj_e_016